# Conway (Washington)
Conway és una concentració de població designada pel cens dels Estats Units a l'estat de Washington. Segons el cens del 2000 tenia 84 habitants.

## Demografia
Segons el cens del 2000, Conway tenia 84 habitants, 28 habitatges, i 22 famílies. La densitat de població era de 124,7 habitants per km².
Dels 28 habitatges en un 50% hi vivien nens de menys de 18 anys, en un 64,3% hi vivien parelles casades, en un 10,7% dones solteres, i en un 17,9% no eren unitats familiars. En el 10,7% dels habitatges hi vivien persones soles el 3,6% de les quals corresponia a persones de 65 anys o més que vivien soles. El nombre mitjà de persones vivint en cada habitatge era de 3 i el nombre mitjà de persones que vivien en cada família era de 3,22.
Per edats la població es repartia de la següent manera: un 33,3% tenia menys de 18 anys, un 4,8% entre 18 i 24, un 33,3% entre 25 i 44, un 22,6% de 45 a 60 i un 6% 65 anys o més.
L'edat mediana era de 36 anys. Per cada 100 dones de 18 o més anys hi havia 107,4 homes.
Cap de les famílies estaven per davall del llindar de pobresa.

## Poblacions més properes
El següent diagrama mostra les poblacions més properes.